# Istra
Istra (em russo:  И́стра) é uma cidade e o centro administrativo do distrito de Istrinsky em Oblast de Moscou, Rússia, localizado no rio Istra, a 40 km (25 milhas) a oeste de Moscou, na ferrovia Moscou-Riga. População: 35.111 (Censo de 2010); [3] 33.652 (Censo de 2002); [6] 35.046 (Censo de 1989).